# Sarafowo

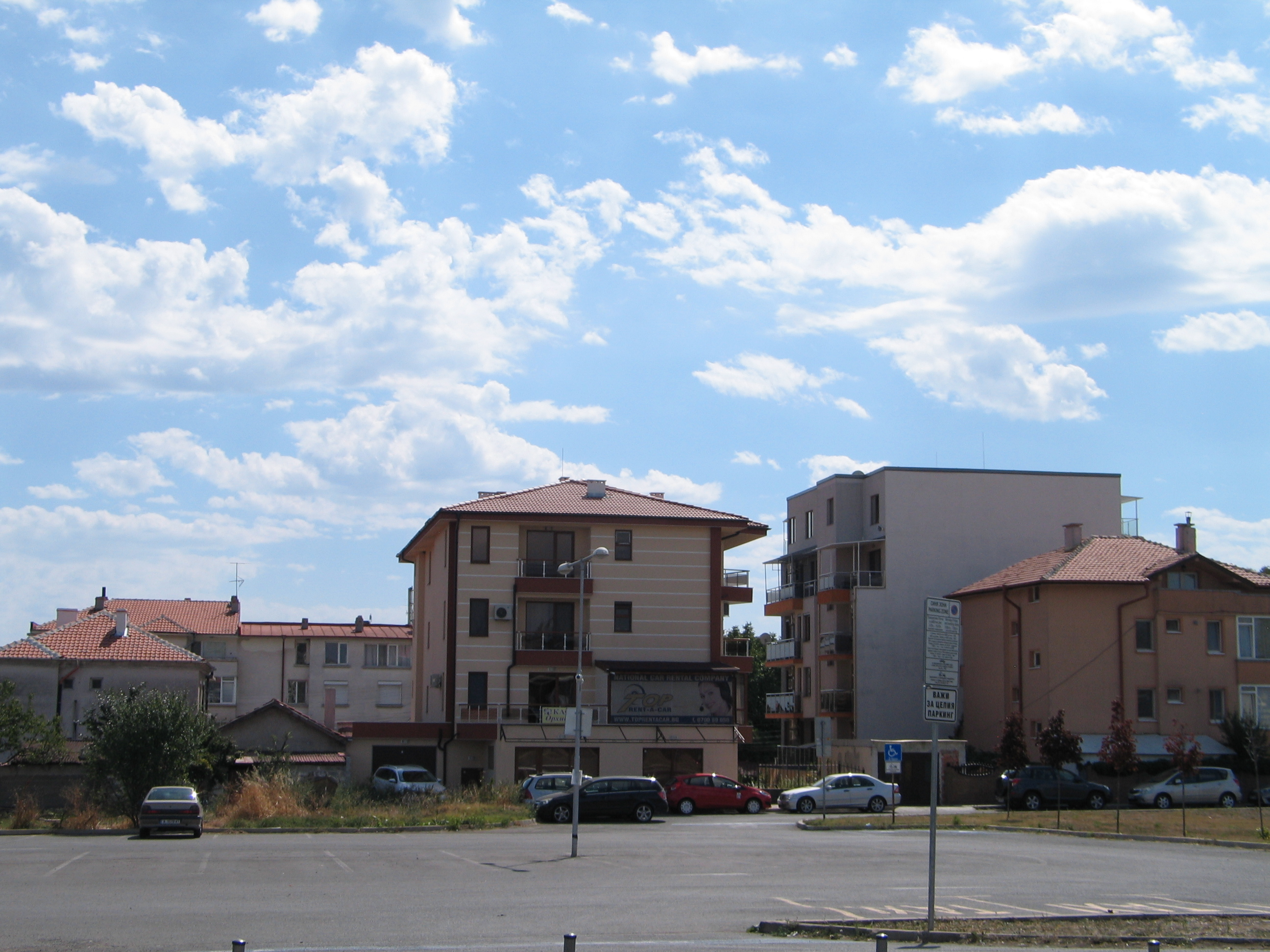
Burgas, Stadtteil Sarafovo

Sarafowo (auch Sarafovo geschrieben, bulgarisch Сарафово) ist ein Stadtviertel der bulgarischen Hafenstadt Burgas mit etwa 3000 Einwohnern. Das Viertel ist vom Stadtzentrum rund 10 km entfernt, wobei zwischen dem Viertel und dem Stadtkern nur der Atanassow-See liegt. Unmittelbar westlich an Sarafowo grenzt das Areal des Flughafens Burgas. Die Buslinie 15 des städtischen Unternehmens Burgasbus verkehrt regelmäßig zwischen dem Viertel, dem Flughafen und dem Stadtzentrum.
Dank seiner Lage am Schwarzen Meer in der Bucht von Burgas verfügt Sarafowo über eine höhere Durchschnittstemperatur, so dass die aktive Touristensaison in dieser Region bis Ende Oktober anhalten kann. Von Sarafowo aus erstreckt sich der Blick über die Bucht von Burgas bis nach Pomorie, Sosopol und dem Strandschagebirge. Sarafowo wird auch das Beverly Hills von Burgas genannt, da sich hier viele vermögende Bürger niedergelassen haben.
Das Viertel verfügt über einen Strand, einen kleinen Hafen und ein gleichnamiges Stadion. Dort befindet sich ebenfalls die Sv.-Nikolaj-Tschudotworez-Kirche und in der Nähe liegt das Naturreservat Atanassowsee.

## Geschichte
Sarafowo entstand 1921 bis 1922, als die ersten Unterkünfte von bulgarischen Flüchtlingen aus Ost- und Westthrakien (s. Thrakische Bulgaren) erbaut wurden. In dieser Zeit stellte Burgas die größte Flüchtlingsstadt dar. Am 28. August 1922 wurde Sarafowo innerhalb des Bezirks Pomorie als eigenständiger Ort anerkannt und wurde 1929 nach dem Architekten Sarafow benannt, der den Grundriss des Ortes mit großen Alleen und vielen Parks plante.
Ab 12. November 1987 wurde der Ort in die Stadt Burgas eingegliedert und erhielt den Status eines Stadtviertels.
Im Februar 2012 kam bei einer Sturmflut des Meeres nördlich von Sarafowo eine römische Siedlung ans Tageslicht. Diese soll in den nächsten Jahren freigelegt und erforscht werden. Die ersten Ausgrabungen im Frühjahr 2012 werden vom Ljudmil Wagalinski, Direktor des Nationalen Archäologischen Instituts bei der Bulgarischen Akademie der Wissenschaften geleitet und finanziell von der bulgarischen Regierung getragen. Ende Mai wurde eine frühchristliche Basilika freigelegt.